# Traité de paix et de commerce entre la Suède et la régence d'Alger
Le traité de paix et de commerce est un traité signé entre la Suède et la régence d'Alger le 5 avril 1729. C'est le premier traité entre les deux pays qui porte sur le traitement des captifs suédois en Algérie et sur le paiement d’un tribut en échange de laissez-passer spéciaux pour les navires marchands suédois, leur garantissant une immunité contre les attaques en mer Méditerranée.

## Contexte
Comme d'autres pays européens, la Suède voulait empêcher Alger d'attaquer ses navires marchands et protéger sa sécurité économique, et elle proposa de signer un traité de paix. Avec le traité de 1729, Alger obtint un nouveau soutien financier pour sa flotte grâce à des matériaux de construction navale, et la Suède rejoignit les nations versant un tribut à Alger. Suivant l'exemple des Français, des Anglais et des Néerlandais, elle établit également un consulat à Alger, son premier dans le monde islamique. George Logie, qui a joué le rôle principal dans la préparation du traité avec Alger, a été nommé premier consul de Suède à Alger le 19 mai 1729,,.
En tant que principal négociateur du traité d'Alger et le premier consul suédois à Alger, il écrivit dans une lettre adressée à la Chambre de commerce suédoise le 13 octobre 1738 : « Je ne vois pas d'autre moyen par lequel Alger sera plus utile à la Suède que par le maintien de la paix avec elle. La paix avec Alger offre à nos navires la liberté de naviguer en toute sécurité vers les côtes espagnoles et portugaises ainsi que vers les autres ports de la Méditerranée ».

## Clauses
Le traité incluait. :
- Paix mutuelle, la Suède et Alger convenaient d’une paix durable, évitant les hostilités et les conflits.
- Droits commerciaux, les marchands suédois obtenaient le droit de commercer librement dans les ports algériens sans crainte de capture ou de piraterie.
- Protection des navires, les navires suédois étaient exemptés des attaques des corsaires algériens, garantissant ainsi un passage sûr en Méditerranée.
- Versement de tributs au Dey d'Alger.

Ainsi, il a été décidé que :
- Aucun captif suédois ne doit être blessé ou torturé.
- Aucun sujet suédois ne doit être réduit en esclavage.
- Si un esclave s'enfuit vers un navire de guerre suédois, il doit être renvoyé.
- Aucun sujet suédois ne doit être contraint de payer une rançon pour un esclave, et le propriétaire de l'esclave ne peut être forcé de le vendre contre sa volonté.

## Suites
En récompense de son succès, George Logie devint le premier consul de la Suède en Algérie et signa par la suite des traités avec le Beylicat de Tunis, la Régence de Tripoli et le Maroc.